# Mohelnice (ort)
Mohelnice är en stad i Tjeckien.   Den ligger i distriktet Okres Šumperk och regionen Olomouc, i den östra delen av landet, 180 km öster om huvudstaden Prag. Mohelnice ligger 278 meter över havet och antalet invånare är 9 742.
Terrängen runt Mohelnice är kuperad västerut, men österut är den platt. Runt Mohelnice är det ganska tätbefolkat, med 129 invånare per kvadratkilometer. Närmaste större samhälle är Zábřeh, 12,2 km norr om Mohelnice. Trakten runt Mohelnice består till största delen av jordbruksmark.